# Alexis Bledel

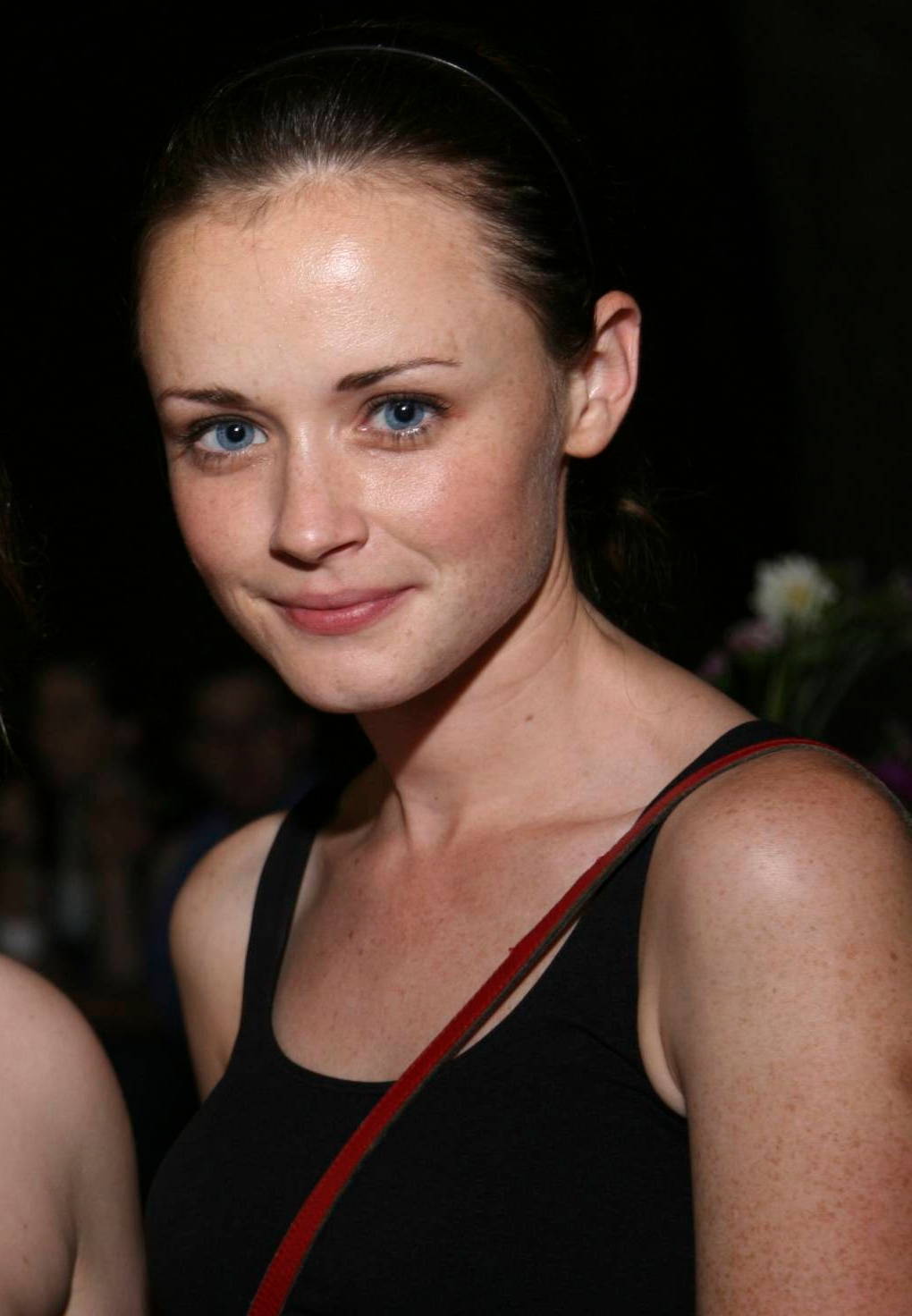
Alexis Bledel, juni 2008.

Kimberly Alexis Bledel, född 16 september 1981 i Houston, Texas, är en amerikansk skådespelare som tidigare har varit fotomodell. Bledel är mest känd för sin roll som Rory Gilmore i TV-serien Gilmore Girls.

## Biografi
Alexis Bledels modersmål är spanska, eftersom hennes pappa Martin Bledel är född i Argentina och hennes mamma Nanette Rodríguez är från Mexiko. Därför lärde hon sig engelska först i skolan. Hon började sin skådespelarkarriär som 8-åring efter att ha blivit uppmuntrad av sina föräldrar att bli av med sin blyghet. Hon var då involverad i många lokala teaterproduktioner som till exempel Trollkarlen från Oz, Aladdin och Our Town.
En dag när hon befann sig i gallerian kom modellagenten Page Parkes fram till henne och gav henne ett jobb som fotomodell. Tätt följd av sin mamma arbetade Bledel på många ställen som Milano, Japan och Los Angeles.
Mellan 2014 och 2022 var Bledel gift med skådespelaren Vincent Kartheiser. Paret träffades 2012 när de spelade mot varandra i femte säsongen av TV-serien Mad Men där Bledel hade en återkommande gästroll. De har ett gemensamt barn.

## Filmografi (urval)
- 2000–2007 – Gilmore Girls (TV-serie)
- 2002 - Tuck Everlasting
- 2004 - DysEnchanted
- 2004 - Kärlek & fördom[1]
- 2004 - The Orphan King
- 2005 - Sin City[1]
- 2005 - Systrar i jeans
- 2006 - I'm Reed Fish
- 2006 - Life is Short
- 2008 - Cityakuten (Avsnitt And in the end del 1 & 2)
- 2008 - Systrar i jeans 2
- 2009 - The Post Grad Survival Guide
- 2009 - The Good Guy
- 2012 – Mad Men (TV-serie)
- 2016 – Ett år med Gilmore Girls (TV-serie)
- 2017–2019 – The Handmaid's Tale (TV-serie)